# José Imaz Baquedano
José (o Joseph) Agustín Imaz Baquedano (Errenteria, 24 d'abril de 1767 - Madrid, 27 de juliol de 1834), fill de Francisco de Imaz y Goyburu i María Magdalena de Baquedano Yrabe, va ser un polític i economista basc.

## Biografia
Durant la Guerra del francès es trobava a Andalusia, on havia contret matrimoni en 1797. Destinat a Màlaga, va haver de refugiar-se a Gibraltar en ser condemnat per col·laboracionisme amb el govern de Josep I, i després d'un procés en el qual es va examinar la seva conducta durant el conflicte, va poder tornar a Espanya sense cap acusació. Va ser administrador general d'Hisenda de Màlaga i oficial de la Comptaduria principal de l'Exèrcit d'Andalusia. A la fi de la guerra va ser nomenat comptador general de la Direcció general de Rendes dins de la nova estructura del despatx d'Hisenda, quedant destinat a Madrid.
El 1815 va presidir la Junta d'Aranzels i de 1816 a 1818, amb el despatx d'Hisenda de Martín de Garay y Perales, va ser un dels seus principals col·laboradors. Ferran VII li va encarregar l'acompliment del despatx d'Hisenda amb caràcter interí entre 1818 i 1819, rellevant Martín de Garay. Va destacar per la reestructuració dels departaments dins del pla de remodelació impulsat per Garay per racionalitzar l'àrea hisendística del govern. Durant el Trienni Liberal va ser director de Duanes i Resguards, president de la Junta d'Aranzels i vicepresident de la Companyia de les Filipines. Al final del Trienni va ocupar de nou, només per tres dies (en renunciar per considerar que no estava preparat per a aquesta destinació), el despatx de Fent sota la presidència de Eusebio Bardaxí. Després va ser represaliat com tots els liberals per Ferran VII després de la Restauració absolutista, i fou bandejat a Conca i després a Màlaga.
Va ser rehabilitat parcialment el 1829, traslladant-se a Madrid on va desenvolupar diverses comeses a l'àrea hisendística. El 1830 va ser nomenat Director General de Rendes en comissió i va participar en les diferents comissions creades per pal·liar els problemes de la hisenda del regne, un dels quals, signat per Imaz, advertia dels greus problemes de dèficit públic. Problemes de salut el van portar a renunciar a totes les seves responsabilitats el 1833. No obstant això, el 1834, durant la regència i minoria d'edat d'Isabel II, va tornar a ocupar la cartera d'Hisenda al govern de Francisco Martínez de la Rosa, càrrec que va exercir durant poc més de quatre mesos a causa del seu pèssim estat de salut. Aquest mateix any va ser nomenat Pròcer del Regne. Entre altres distincions que va rebre en vida, mereix destacar-se la seva pertinença a la Reial Acadèmia de Belles Arts de Sant Ferran com a acadèmic d'honor des de 1817.